# Matthias Stom

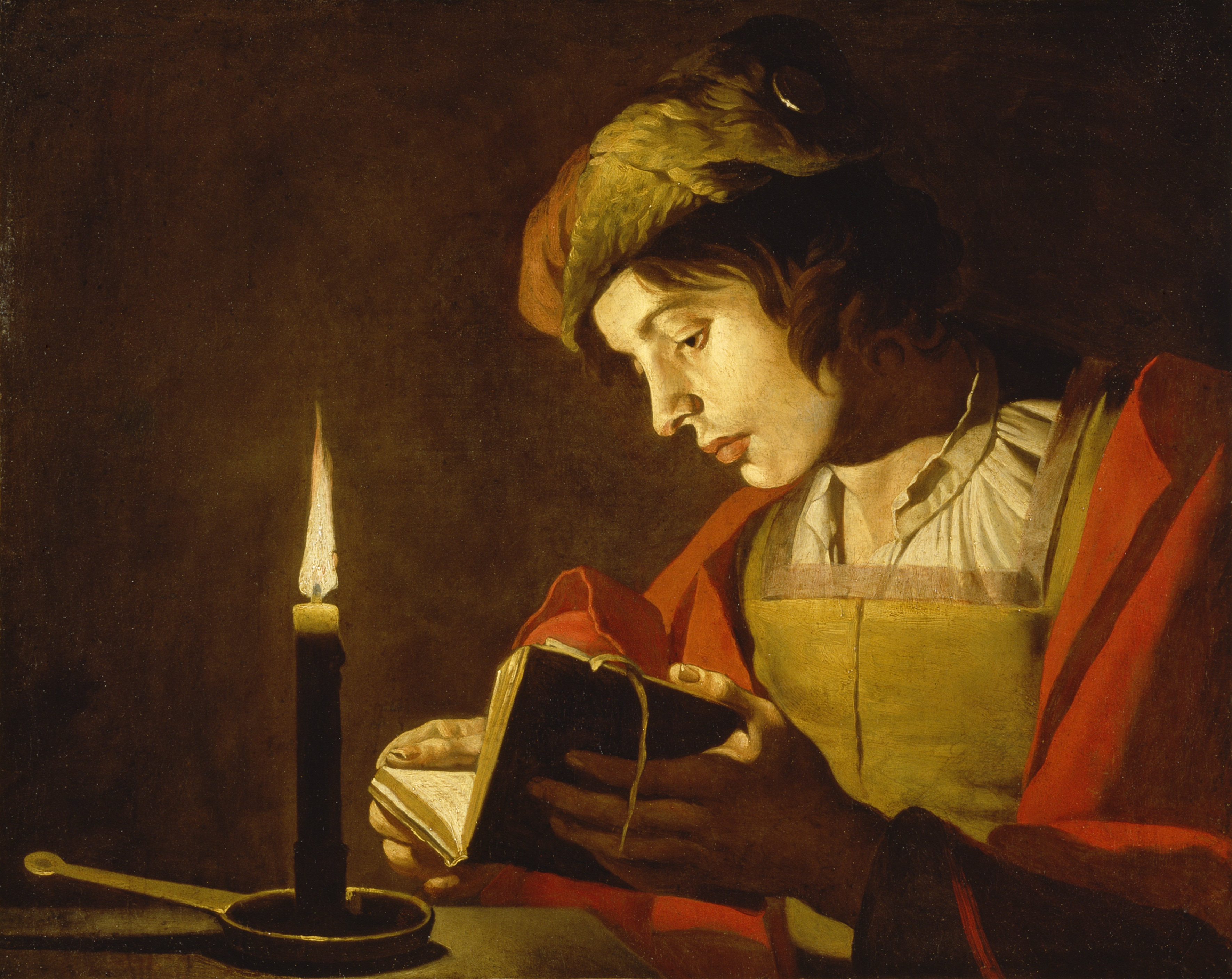
Ung man läsande vid vaxljus (cirka 1630), Nationalmuseum.

Konungarnas tillbedjan (cirka 1630), Nationalmuseum.

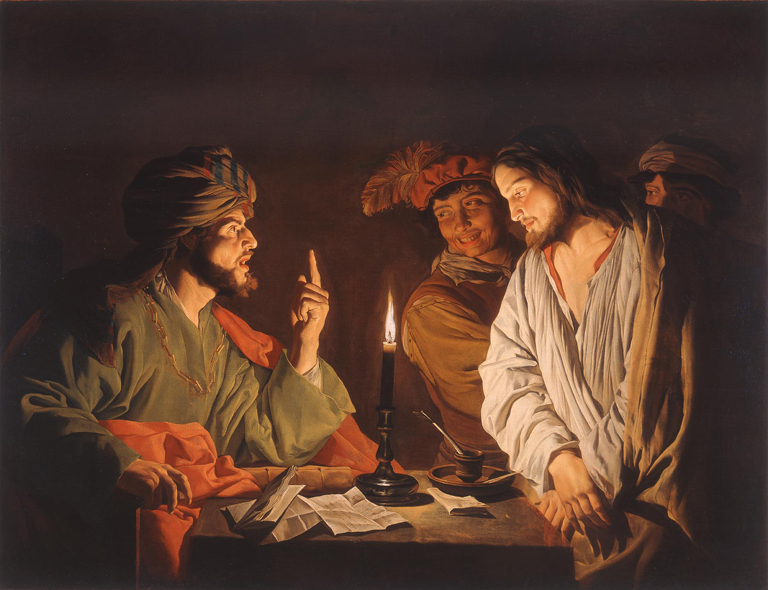
Kristus inför Kajafas (cirka 1630).

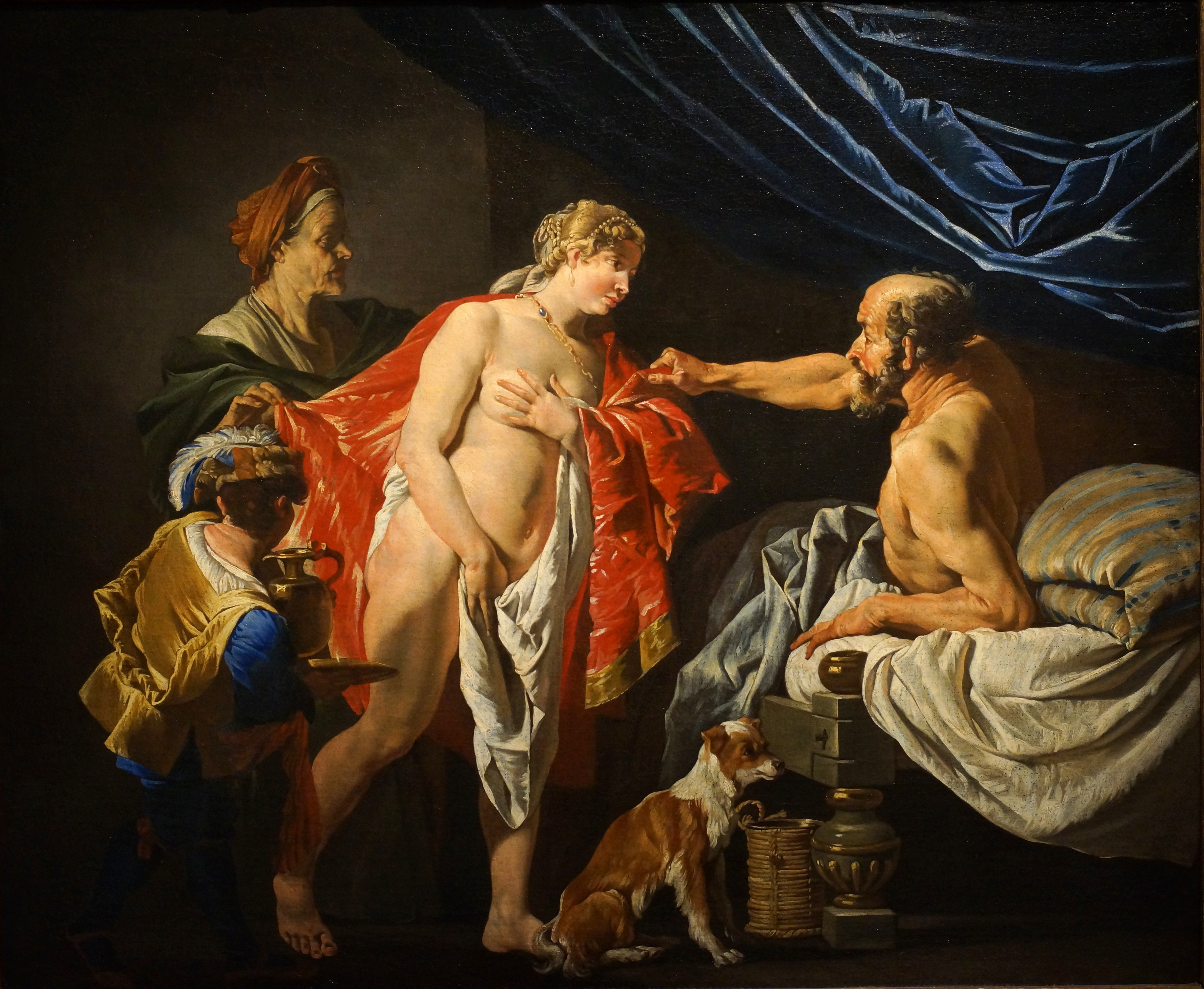
Sara, Abraham och Hagar, Göteborgs konstmuseum.

Matthias Stom (alternativa namnformer: Matthias Stomer, Mathias Stomer, Matthias Stohom, Matthias Stomma, Matheo Schem, Matteo Tomar), född i Amersfoort i Republiken Förenade Nederländerna ca 1600, död omkring 1650 på Sicilien i Italien, var en känd holländsk konstnär. Stom var verksam i Italien från 1615. Han var elev till Gerard van Honthorst i Rom och målade mestadels religiösa motiv. Matthias Stoms son (eller möjligen barnbarn) Mattia (il giovane) Stomer (1649–1702) var också konstnär. Stom är representerad vid bland annat Göteborgs konstmuseum och Nationalmuseum.